# Éditions Aubier-Montaigne
Pour les articles homonymes, voir Aubier (homonymie) et Montaigne (homonymie).
Les Éditions Aubier-Montaigne étaient une maison d'édition française fondée à Paris par le romancier et journaliste Fernand Aubier en 1924. Depuis lors, elle se spécialise dans l'édition d'ouvrages de philosophie, de théologie et de classiques allemands et anglais en édition bilingue. Parmi les collections de la maison, une collection « Esprit » est créée en 1932, issue de la revue du même nom créée par Emmanuel Mounier. 
Les traductions de Hegel par Jean Hyppolite contribuent à faire des éditions Aubier-Montaigne une référence dans le domaine de la philosophie. Après 1945, la maison oriente ses activités vers les travaux universitaires, en particulier avec le lancement d'une collection historique dirigée par Paul Lemerle. À la mort de Fernand Aubier, sa fille Madeleine Aubier-Gabail poursuit ses activités jusqu'à ce que le fonds soit cédé aux Éditions Flammarion en 1976. Durant les années 1980, Aubier-Montaigne maintient sa ligne éditoriale centrée sur la philosophie et les sciences humaines tout en s'ouvrant à des publications touchant un plus large public. Le catalogue compte aujourd'hui plus de mille titres.
Les Éditions Aubier-Montaigne sont depuis 1976 un département de la société Flammarion.

## Quelques auteurs publiés
- Pierre Ayçoberry
- Hans Urs von Balthasar
- Raymond Barbeau
- Henri Bouillard
- Martin Buber
- Georges Devereux
- Wolfram von Eschenbach
- Francis Jacques
- Vladimir Jankélévitch
- Robert Jaulin
- François Laruelle
- Marcel Légaut
- Henri de Lubac
- Gitta Mallasz
- Maurice Nédoncelle
- René Rémond
- Gershom Scholem
- Jean Guitton
- Patrick Tort

## Collections
- « La vie intérieure »
- « La philosophie de l'esprit », fondée en 1934 par Louis Lavelle et René Le Senne.
- « Théologie »
- « Esprit »
- « La Bibliothèque de Philologie Germanique »
- « La philosophie en poche »
- « Collection historique » dirigée par Maurice Agulhon et Paul Lemerle